# Bryomyia floccosa
Bryomyia floccosa är en tvåvingeart som beskrevs av Fedotova 2004. Bryomyia floccosa ingår i släktet Bryomyia och familjen gallmyggor. Inga underarter finns listade i Catalogue of Life.